# Antonio Maria Sauli
Antonio Maria Sauli (ur. 1541 w Genui, zm. 24 sierpnia 1623 w Rzymie) – włoski kardynał.

## Życiorys
Studiował na uniwersytetach w Bolonii i Padwie, uzyskując tytuł doktora praw. Zanim przeszedł na służbę Kościoła był urzędnikiem w Republice Genui. Nuncjusz apostolski w Neapolu 1572-77. 1579-80 nuncjusz nadzwyczajny w Portugalii, w związku z kwestią sukcesji tronu w tym kraju. Tytularny biskup Filadelfii Arabskiej 1585-86, następnie arcybiskup rodzinnej Genui 1586-91. Papież Sykstus V 18 grudnia 1587 mianował go kardynałem prezbiterem S. Vitale. Kardynał biskup kolejno: Albano (1607-11), Sabiny (1611-15), Porto (1615-20) i Ostii (1620-23). Jako dziekan kolegium kardynalskiego przewodniczył konklawe w 1621 i 1623. Prefekt Kongregacji Rozkrzewiania Wiary od czerwca do listopada 1622. Zmarł krótko po wyborze Urbana VIII.